# Сотрахеро
Сотрахеро (ісп. Sotragero) — муніципалітет в Іспанії, у складі автономної спільноти Кастилія-і-Леон, у провінції Бургос. Населення — 261 особа (2010).
Муніципалітет розташований на відстані близько 220 км на північ від Мадрида, 7 км на північ від Бургоса.

## Демографія
Динаміка населення (INE ):